# Nelson Monument (Édimbourg)
Le Nelson Monument est une tour commémorative en l'honneur du vice-amiral Horatio Nelson, située à Édimbourg, en Écosse. Il est situé au sommet de la colline de Calton Hill et offre une terminaison spectaculaire à la vue le long de Princes Street depuis l'ouest. Le monument a été construit entre 1807 et 1816 pour commémorer la victoire de Nelson sur les flottes française et espagnole lors de la bataille de Trafalgar en 1805, ainsi que sa propre mort au cours de la même bataille. En 1852, une boule horaire mécanisée fut ajoutée, comme signal horaire pour la navigation dans le port de Leith. Le ballon chronométré est synchronisé avec le tir du One O'Clock Gun depuis le château d'Édimbourg. Le monument est classé monument historique de catégorie A.

## Histoire et description
Le White Ensign de la Royal Navy et les drapeaux de signalisation épelant le célèbre message de Nelson « L'Angleterre s'attend à ce que chaque homme fasse son devoir » flottent chaque année sur le monument le jour de Trafalgar.
Le monument a été construit au point culminant de Calton Hill, à 171 mètres au-dessus du niveau de la mer, remplaçant un ancien mât utilisé pour envoyer des signaux à la navigation dans le Forth. L'édifice mesure 32 mètres de haut et comporte 143 marches menant à une galerie d'observation publique. La conception à créneaux reflète les bâtiments de prison à créneaux qui se trouvaient du côté sud de Calton Hill au début du XIXe siècle. Le monument a été financé par une souscription publique et une conception initiale préparée par Alexander Nasmyth. Sa conception en forme de pagode a été jugée trop coûteuse et une conception alternative sous la forme d'un télescope renversé - un objet étroitement associé à Nelson - a été obtenue auprès de l'architecte Robert Burn. La construction a commencé en 1807 et était presque terminée lorsque les fonds se sont épuisés l'année suivante. Burn mourut en 1815 et il fut laissé à Thomas Bonnar d'achever le bâtiment pentagonal à créneaux, qui forme la base de la tour, entre 1814 et 1816. La tour était conçue comme un mât de signalisation, fréquenté par les marins qui seraient hébergés dans les pièces du rez-de-chaussée, bien que celles-ci fussent utilisées comme salon de thé en 1820. L'accès public était disponible dès le début, moyennant une somme modique. Les pièces furent ensuite utilisées pour loger le gardien du monument. En 2009, dans le cadre du « Projet de restauration des douze monuments », la tour a été entièrement restaurée.
A l'entrée du monument se trouve une sculpture en pierre du San José, un navire capturé par Nelson lors de la bataille du cap Saint-Vincent en 1797.

## Galerie

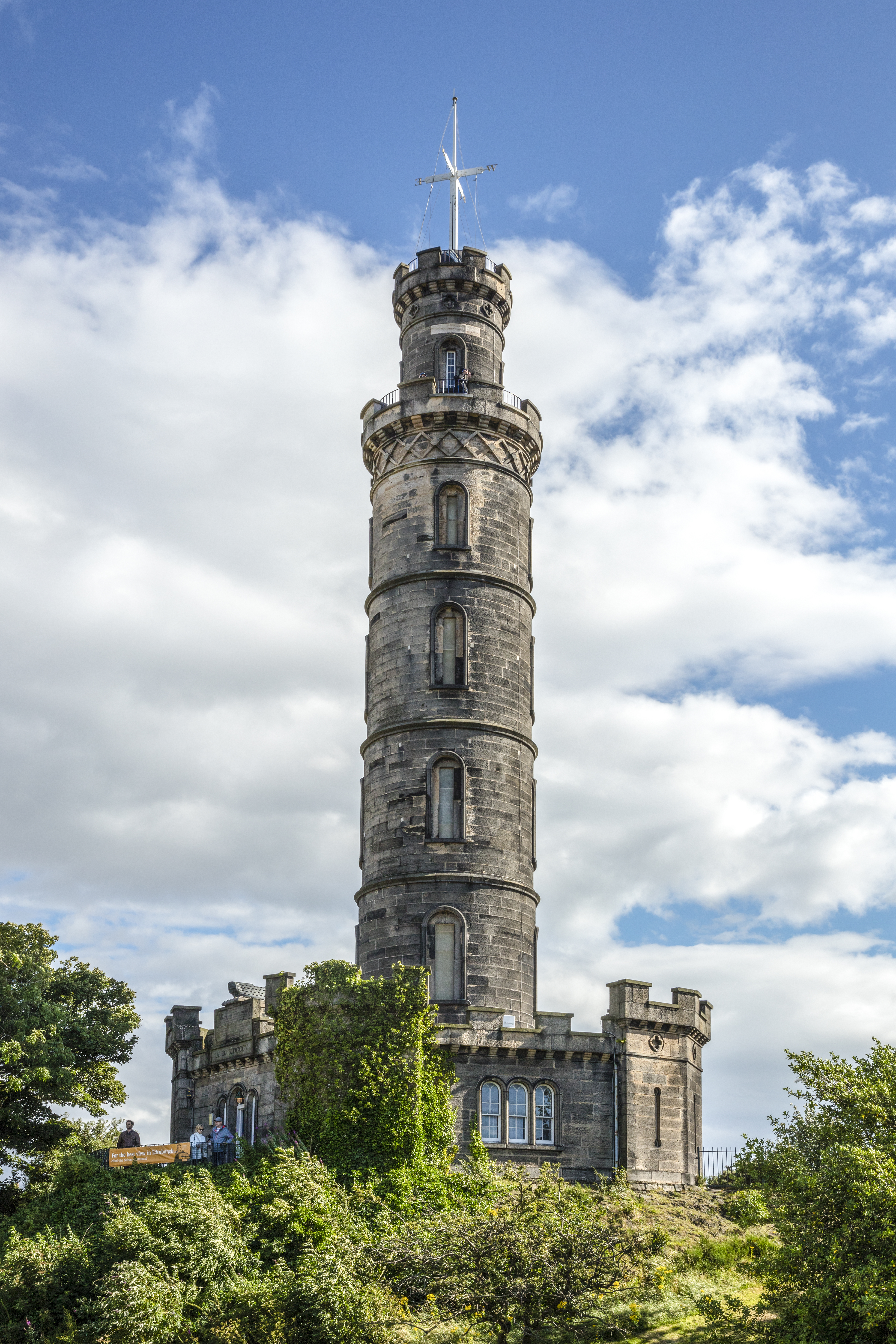
Monument Nelson.
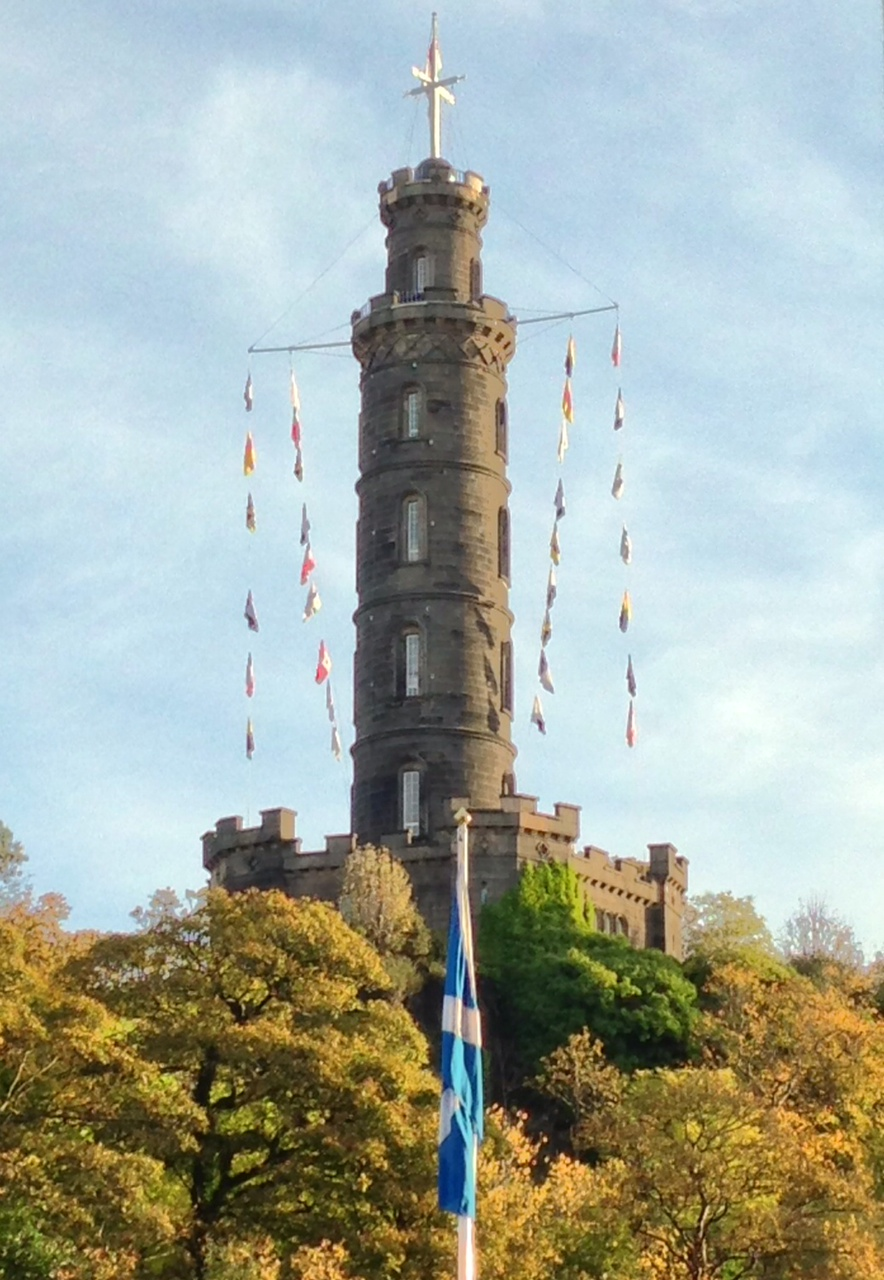
Des drapeaux flottent depuis le monument Nelson sur Calton Hill lors du Trafalgar Day 2013.
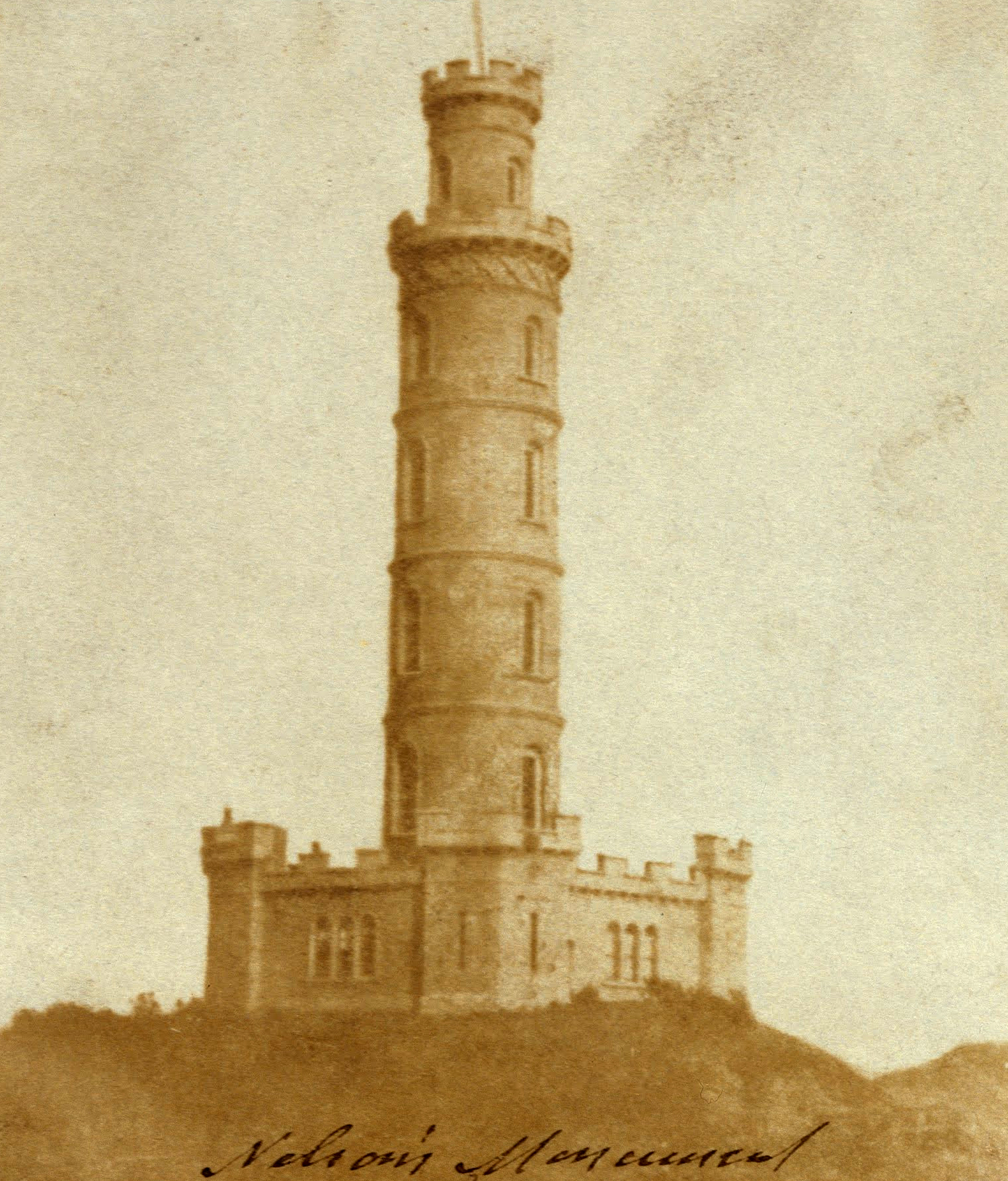
Photo de 1843 du monument Nelson par Robert Adamson.
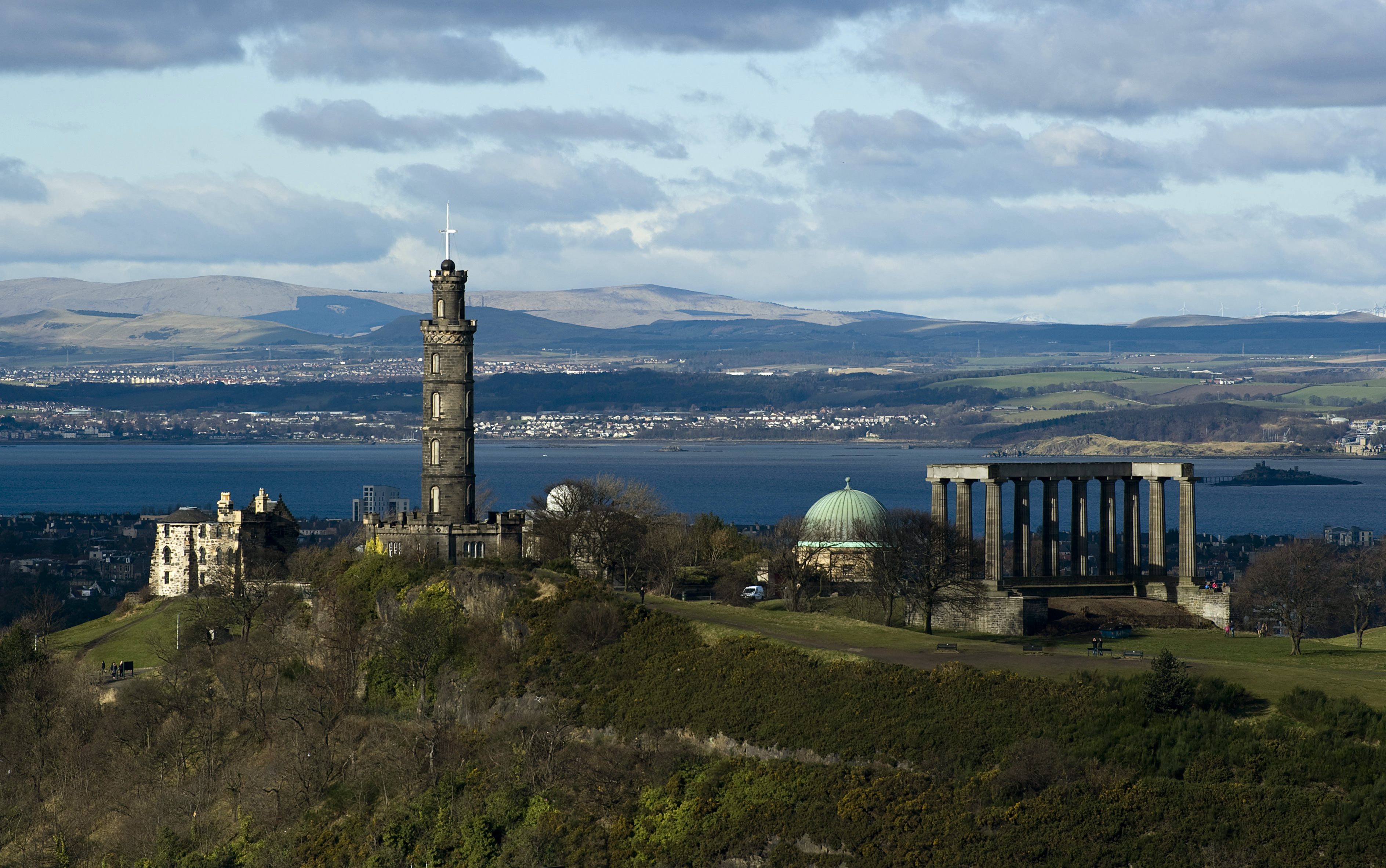
Le monument Nelson sur Calton Hill.
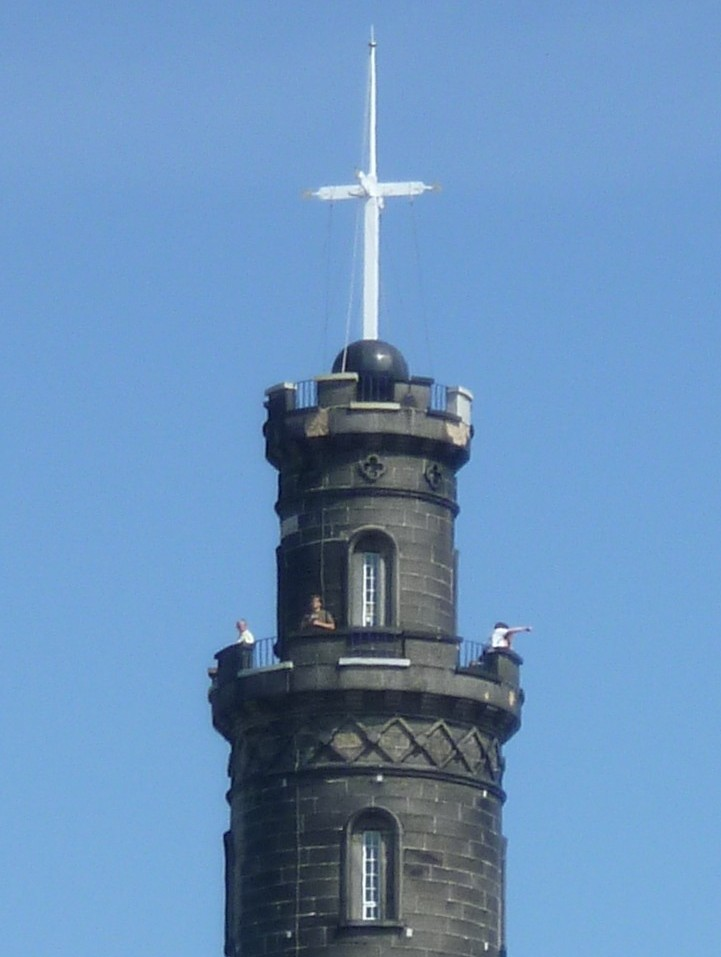
Boule temporelle sur le monument Nelson.